# Turmhügel Haidenkofen
Der Turmhügel Haidenkofen ist eine abgegangene mittelalterliche Turmhügelburg (Motte) 250 Meter östlich der Brücke über die Hartlaber, einem Nebenarm der Großen Laber und 450 Meter südöstlich der Kirche des Ortsteils Haidenkofen der oberpfälzischen Gemeinde Sünching im Landkreis Regensburg in Bayern. Die Anlage wird als Bodendenkmal unter der Aktennummer D-3-7140-0044 im Bayernatlas als „verebneter mittelalterlicher Turmhügel“ geführt. 
Über die Burg liegen keine gesicherten Datierungen vor. Vermutlich diente die kleine Burg der Kontrolle der Brücke über die „Hartlaber“ und dem Schutz der sogenannten „Ochsenstraße“, einer im Mittelalter wichtigen Altstraße.
Der Turmhügel ist heute völlig eingeebnet und nur im Luftbild andeutungsweise zu erkennen.